# تاکسپن، جلیسکو
تاکسپن، جلیسکو (به اسپانیایی: Tuxpan, Jalisco) یک منطقهٔ مسکونی در مکزیک است که در خالیسکو واقع شده‌است.

## خصوصیات
تاکسپن ۵۵۰٫۲۳ کیلومترمربع مساحت و ۳۳٬۶۵۲ نفر جمعیت دارد.